# Eutomis minceus
Eutomis minceus är en fjärilsart som beskrevs av Pieter Cramer 1782. Eutomis minceus ingår i släktet Eutomis och familjen björnspinnare. Inga underarter finns listade i Catalogue of Life.

## Bildgalleri

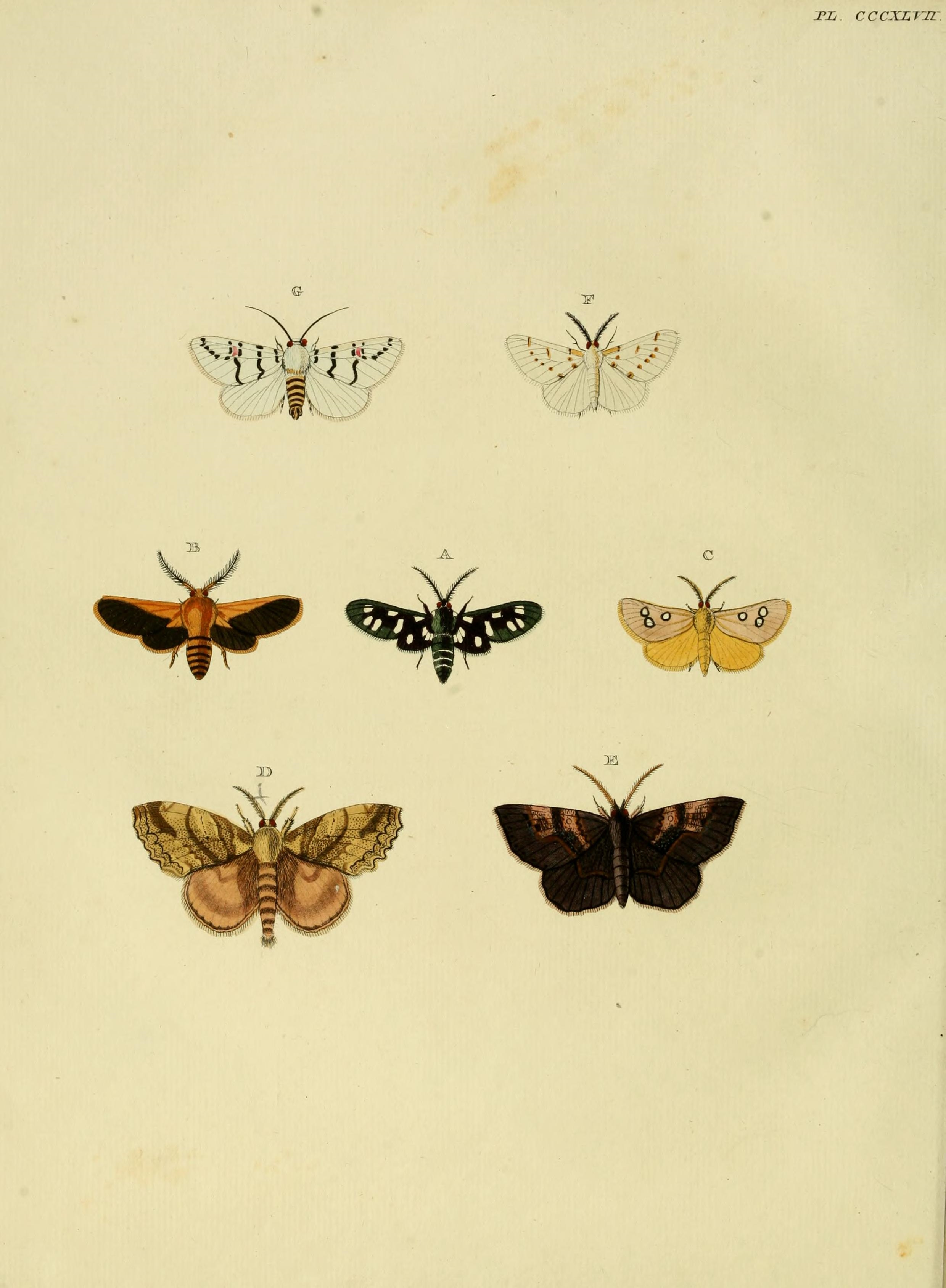